# Høgeørn
Høgeørnen (Aquila fasciata) er en mellemstor ørn med et vingefang på op til 180 centimeter. Den er udbredt i Europa, Nordafrika og Asien. Føden er mellemstore pattedyr og fugle som kaniner og alliker. Jagten foregår dels ved standjagt og dels ved at gennemflyve et område og tage fugle idet de flyver op. De gamle fugle er standfugle.

## Beskrivelse
Høgeørnen varierer i størrelse. Små hanner kan næsten være nede på størrelse med en fjeldvåge, mens store hunner kan være på størrelse med en slangeørn. Proportionerne minder om hvepsevågens. En udvokset fugls fjerdragt har karakteristisk lys krop og mørke vinger, både på undersiden og oversiden. Halen er tværstribet med et bredt sort endebånd. Ungfugle har en rødbrun dragt med distinkte mørke vingespidser. Høgeørnen er udfarvet, når den er tre-fire år gammel.

## Udbredelse
I Vestpalæarktis er arten knyttet til landskaber med maki-vegetation, hvor den bebor åbne bjergområder og kræver en stejl klippevæg som yngleplads.
Høgeørnen er i den internationale rødliste angivet som ikke truet. Dette skyldes, at den er udbredt over et meget stort område, og selv om populationsstørrelsen tilsyneladende er aftagende, sker dette ikke hurtigt nok til, at arten kan betragtes som sårbar.